# Mehringer Steine
Die Mehringer Steine sind drei nahe beieinander liegende neolithische Ganggräber mit den Sprockhoff-Nummern 879-881. Zwei der drei Ganggräber sind relativ stark zerstört. Sie entstanden zwischen 3500 und 2800 v. Chr. und sind Megalithanlagen der Trichterbecherkultur (TBK). Das Ganggrab ist eine Bauform jungsteinzeitlicher Megalithanlagen, die aus einer Kammer und einem baulich abgesetzten, lateralen Gang besteht. Diese Form ist primär in Dänemark, Deutschland und Skandinavien, sowie vereinzelt in Frankreich und den Niederlanden zu finden. Neolithische Monumente sind Ausdruck der Kultur und Ideologie jungsteinzeitlicher Gesellschaften. Ihre Entstehung und Funktion gelten als Kennzeichen der sozialen Entwicklung.

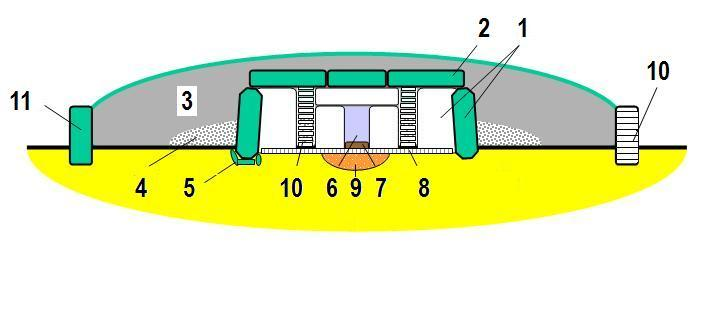
Schema Ganggrab (Querschnitt) 1=Trag-, 2= Deckstein, 3=Erdhügel, 4=Dichtung, 5=Verkeilsteine, 6=Zugang, 7= Schwellenstein. 8=Bodenplatten, 9=Unterbodendepots, 10=Zwischenmauerwerk 11=Randsteine

## Lage
Die Mehringer Steine liegen in Mehringen, einem Ortsteil der Gemeinde Emsbüren im Landkreis Emsland in Niedersachsen. Sie befinden sich etwa einen Kilometer südwestlich der Ortschaft an der K327 von Emsbüren nach Süden. Nach einem Bericht von 1928 waren alle drei Anlagen von Einfassungen umgeben.

## Mehringer Steine I
Die beschädigte Anlage mit Sprockhoff-Nr. 879 ist die nördlichste. Von der 12,3 Meter langen und 1,2 bis 2,0 Meter breiten Kammer sind 14 der einst 16 Tragsteine erhalten. Vier Decksteine, einer davon ist beschädigt, einer unbekannten ursprünglichen Anzahl sind vorhanden. Der Zugang zur Kammer ist nicht auszumachen. Den etwa 22 × 18 Meter großen Hügel kann man noch erkennen. Ein abseits liegender Stein könnte von der Einfassung stammen.

## Mehringer Steine II
Die Nordost-Südwest orientierte Emsländische Kammer mit der Sprockhoff-Nr. 880 ist relativ gut erhalten. Ihr etwa drei Meter langer Zugang befand sich vermutlich an der Südseite. Die erhaltenen Tragsteine der 20,5 Meter langen doppeltrapezoiden Kammer befinden sich zum größten Teil in situ. Von den einst elf Decksteinen sind zwei abwesend. Ein Deckstein hat eine Länge von 3,5 Meter, eine Breite von 2,3 Meter und eine Dicke von 1,6 Meter und ist besonders groß. Die lichte Weite der Kammer liegt bei mittig bei 1,8 Meter bzw. bei 1,4 Meter an beiden Enden. Von den Steinen der ovalen Einfassung sind noch 23 vorhanden, die sich nicht alle in situ befinden.

## Mehringer Steine III
Vom stark gestörten südlichen Grab mit der Sprockhoff-Nr. 881 sind sieben Einfassungs-, vier Deck- und zwei Tragsteine zu sehen. Die Kammer liegt noch tief im Erdhügel eingebettet.